# 진잠중학교
진잠중학교(鎭岑中學校)는 대한민국 대전광역시 유성구 원내동에 있는 공립 중학교이다.

## 학교 연혁
- 1969년 10월 14일 : 학교 설립인가(9학급)
- 1970년 3월 6일 : 진잠중학교 개교
- 1970년 3월 6일 : 제1회 입학식(9학급)
- 2022년 3월 1일 : 제25대 최경숙 교장 취임
- 2024년 1월 8일 : 제52회 졸업장 수여식(94명, 총 졸업생수 13,822명)
- 2024년 3월 4일 : 제55회 입학식(4학급 78명)

## 참고 자료
- 진잠중학교 - 한국교육학술정보원 학교알리미